# Amt Lenzen-Elbtalaue
Urząd Lenzen-Elbtalaue (niem. Amt Lenzen-Elbtalaue) - urząd w Niemczech, leżący w kraju związkowym Brandenburgia, w powiecie Prignitz. Siedziba urzędu znajduje się w mieście Lenzen (Elbe). Najbardziej na zachód położony urząd kraju związkowego.
W skład urzędu wchodzą cztery gminy:
1. Cumlosen
2. Lanz
3. Lenzen (Elbe)
4. Lenzerwische